# Финансов механизъм на ЕИП и Норвежки финансов механизъм
Безвъзмездните средства от ЕИП и Норвегия представляват приноса на Исландия, Лихтенщайн и Норвегия за намаляване на социалните и икономическите различия в Европейското икономическо пространство (ЕИП) и за укрепване на двустранните отношения с 15 държави от ЕС в Централна и Южна Европа. Безвъзмездните средства също така допринасят за укрепване на основните европейски ценности като демокрация, толерантност и върховенство на закона.

## Предистория[1][2]
Безвъзмездните средства от ЕИП и Норвегия има своята основа в Споразумението за ЕИП. Съгласно това споразумение Исландия, Лихтенщайн и Норвегия са част от Единния европейски пазар (ЕЕП), който дава възможност за свободно движение на стоки, услуги, капитали и хора на вътрешния пазар. Споразумението за ЕИП определя общите цели за съвместна работа за намаляване на социалните и икономическите различия в Европа и за засилване на сътрудничеството между европейските държави.
От влизането си в сила Споразумението за ЕИП, Исландия, Лихтенщайн и Норвегия е допринесло за социалния и икономически напредък в няколко държави от ЕС и ЕИП. Вноските са насочени чрез Финансовия механизъм (1994 – 1998 г.), Финансовия инструмент (1999 – 2003 г.) и безвъзмездните средства от ЕИП и Норвегия (2004 – 2009 г., 2009 – 2014 г., 2014 – 2021 г.). Общо Норвегия, Исландия и Лихтенщайн са осигурили 3,3 млрд. евро чрез последователни схеми за безвъзмездна финансова помощ между 1994 г. и 2014 г. През периода 2014 – 2021 г. е предоставен допълнителен принос от 2,8 млрд. евро. Трите държави донори дават своя принос според своя размер и БВП. Следователно Норвегия осигурява 97,7%, Исландия 1,6% и Лихтенщайн 0,7% от комбинираните безвъзмездни средства на ЕИП и Норвегия за 2014 – 2021 г.
От 2004 г. съществуват два отделни механизма: безвъзмездните средства от ЕИП и от Норвегия. Безвъзмездните средства от ЕИП се финансират от трите държави донори: Исландия, Лихтенщайн и Норвегия; докато норвежките безвъзмездни средства се финансират единствено от Норвегия.

## Допустимост
Допустимостта на безвъзмездните средства от ЕИП и Норвегия отразява критериите, определени за Кохезионния фонд на ЕС, насочени към държави членки, в които брутният национален доход (БНД) на жител е под 90% от средния за ЕС. За периода на финансиране 2014 – 2021 г. тези страни са България, Хърватия, Кипър, Чехия, Естония, Гърция, Унгария, Латвия, Литва, Малта, Полша, Португалия, Румъния, Словакия и Словения. Държавите, влезли в ЕС преди 2004 г., са освободени от получаване на финансиране в рамките на норвежките безвъзмездни средства; следователно Гърция и Португалия получават само безвъзмездни средства от ЕИП.

## Как работи това
Първо, ЕС и трите държави донори се споразумяват за Меморандум за разбирателство (МР) за общия принос и разпределение на финансирането за държава бенефициент. Разпределенията по държави се базират на размера на населението и БВП на глава от населението, което прави Полша най-голямата държава бенефициент, следвана от Румъния. Малта е най-малката държава бенефициент.
Второ, Исландия, Лихтенщайн и Норвегия преговарят с всяка държава бенефициент и се договарят кои програми да бъдат създадени, техните цели и размера на разпределението за всяка отделна програма. Споразуменията се основават на националните нужди и приоритети в държавите бенефициенти и възможностите за сътрудничество с държавите донори. По време на преговорите се провежда консултация с Европейската комисия, за да се избегне дублиране и да се гарантира, че финансирането е насочено там, където ще има най-голямо въздействие. Програмите, изпълнявани в рамките на безвъзмездните средства от ЕИП и Норвегия, трябва да съответстват на правилата и стандартите на ЕС, свързани с правата на човека, доброто управление, устойчивото развитие и равенството между половете.
Средствата, предоставени от ЕС и безвъзмездните средства от ЕИП и Норвегия, се допълват, като обикновено се управляват от един и същ управляващ орган на национално ниво. Безвъзмездните средства от ЕИП и Норвегия често финансират проекти в области, в които европейското или националното финансиране се предоставя рядко.
Всяко Национално координационно звено е отговорно за цялостното управление на програмите в своята държава бенефициент. Програмните оператори (ПО) разработват и управляват програмите, често в сътрудничество с партньор от държавите донори, като предоставят финансиране за проекти. Проектите се избират най-вече след покани за представяне на предложения, отправени от ПО.

## Засилване на двустранното сътрудничество
Една от двете основни цели на безвъзмездните средства от ЕИП и Норвегия е да се засили сътрудничеството и връзките между държавите бенефициенти и донорите. Партньорствата между субекти от държавите бенефициенти и техните партньори в Исландия, Лихтенщайн и Норвегия са основна част от безвъзмездните средства и предлагат уникална възможност за справяне с общи европейски предизвикателства.
В голяма степен се насърчават двустранните партньорства между публичните и частните институции в държавите донори и държавите бенефициенти. Сътрудничеството между лицата и институциите на административно и политическо равнище и в частния сектор, академичните среди и гражданското общество е предпоставка за укрепване на двустранните отношения.

## Безвъзмездни средства от ЕИП и Норвегия 2014 – 2021 г.
За периода 2014 – 2021 г. са заделени 2,8 млрд. евро в рамките на безвъзмездните средства. Безвъзмездните средства от ЕИП (1,55 млрд. евро) се финансират съвместно от Исландия (3%), Лихтенщайн (1%) и Норвегия (96%) и се предлагат във всички 15 държави. Норвежките безвъзмездни средства (1,25 млрд. евро) се финансират единствено от Норвегия и са налични в 13-те страни, които се присъединиха към ЕС след 2003 г. Приносът на всяка държава донор се основава на техния брутен вътрешен продукт (БВП).

### Области на подкрепа
Петте приоритетни сектори (ПС) и свързаните с тях 23 програмни области (ПО), финансирани в периода 2014 – 2021 г., отразяват приоритетите, определени в „Стратегия Европа 2020 г.“ – десетгодишната стратегия за растеж на Европейския съюз за интелигентен, устойчив и приобщаващ растеж, както и 11-те цели на политиката на сближаване на ЕС. Те имат за цел да допринесат за растеж и работни места, за справяне с изменението на климата и енергийната зависимост, като същевременно намаляват бедността и социалното изключване. Те също така насърчават двустранното и международното сътрудничество.

#### ПС 1: Иновации, изследвания, образование и конкурентоспособност
1. Развитие на бизнеса, иновации и МСП
2. Научни изследвания
3. Образование, стипендии, стаж и младежко предприемачество
4. Равновесие между професионалния и личния живот
5. Социален диалог – Достоен труд

#### ПС 2: Социално приобщаване, младежка заетост и намаляване на бедността
6. Предизвикателства пред общественото здраве в Европа
7. Приобщаване и оправомощаване на ромите
8. Деца и младежи, изложени на риск
9. Участие на младежите на пазара на труда
10. Местно развитие и намаляване на бедността

#### ПС 3: Околна среда, енергетика, изменение на климата и нисковъглеродна икономика
11. Околна среда и екосистеми
12. Енергия от възобновяеми източници, енергийна ефективност, енергийна сигурност
13. Смекчаване на последиците от изменението на климата и приспособяване към тях

#### ПС 4: Култура, гражданско общество, добро управление и основни права и свободи
14. Предприемачество в областта на културата, културно наследство и културно сътрудничество
15. Гражданско общество
16. Добро управление, подлежащи на отчетност институции, прозрачност
17. Права на човека – Прилагане на национално равнище

#### ПС 5: Правосъдие и вътрешни работи
18. Убежище и миграция
19. Наказателни мерки и задържане преди съдебния процес
20. Международно полицейско сътрудничество и борба с престъпността
21. Ефективност и ефикасност на съдебната система, укрепване на правовата държава
22. Домашно насилие и насилие, основано на пола
23. Предотвратяване на бедствия и готовност за бедствия
Нова характеристика на безвъзмездните средства от ЕИП и Норвегия 2014 – 2021 г. е създаването на Фонд за младежка заетост (65,5 млн. евро) и Фонд за регионално сътрудничество (34,5 млн. евро). Тези фондове подкрепят европейските трансгранични и транснационални проектни инициативи, за да намерят решения на някои от общите предизвикателства на Европа.
Всички програми по безвъзмездните средства от ЕИП и Норвегия 2014 – 2021 г. ще се изпълняват до 30 април 2024 г.

### Сътрудничество и външни партньори
Партньорите по донорски програми (ПДП) играят стратегическа роля в планирането и изпълнението на програмата, както и в улесняването на партньорството по проекти. В периода на финансиране 2014 – 2021 г. са включени 21 ПДП (два от Исландия, един от Лихтенщайн и 18 от Норвегия).
Партньорите по донорските програми са предимно публични органи с национални мандати в съответните области и с богат международен опит. Тези ПДП са определени по инициативата на държавите донори.
Междуправителствените организации и участници играят важна роля в безвъзмездните средства от ЕИП и Норвегия, тъй като те следят за спазването на международните конвенции и договори в цяла Европа. Тези организации предоставят помощ в области, свързани с правата на човека, демокрацията и правовата държава. С цел да се гарантира, че програмите и проектите на безвъзмездните средства от ЕИП и Норвегия са съобразени с европейските и международните стандарти, донорите са установили стратегически партньорства с трима европейски партньори, които действат като международни партньорски организации (МПО) в периода на финансиране 2014 – 2021 г.:
- Агенцията на Европейския съюз за основните права (FRA) участва в няколко програми и проекти за приобщаване на ромите и основните им права. Безвъзмездните средства също така си сътрудничат с FRA при организирането на мероприятия на високо ниво, свързани с основните права.
- Съветът на Европа (СЕ) е най-всеобхватният външен партньор на безвъзмездните средства и участва в няколко програми. Организацията предоставя стратегически съвети, както и технически принос в областта на правата на човека, демокрацията и правовата държава.
- Организацията за икономическо сътрудничество и развитие (ОИСР) е стратегически партньор за безвъзмездните помощи в областта на доброто управление, където тя участва в няколко програми и проекти.

## Безвъзмездни средства от ЕИП и Норвегия 2009 – 2014 г.[3]
За периода 2009 – 2014 г. по безвъзмездните средства са заделени 1,8 млрд. евро. Безвъзмездните средства от ЕИП (993,5 млн. евро), съвместно финансирани от Исландия (3%), Лихтенщайн (1%) и Норвегия (96%), бяха налични в 16 държави. Норвежките безвъзмездни средства (804,6 млн. евро), финансирани единствено от Норвегия, бяха налични в 13-те страни, които се присъединиха към ЕС след 2003 г. Испания получи само преходно финансиране през периода 2009 – 2014 г. След присъединяването си към ЕС през 2013 г., Хърватия стана член на ЕИП през 2014 г. и следователно държава бенефициент на безвъзмездни средства от ЕИП и Норвегия.

### Таблица 1 Финансиране от ЕИП и Норвегия за периода 2009 – 2014 г.
| Държава    | Безвъзмездни средства от ЕИП | Норвежки безвъзмездни средства | Общо разпределени | % направени* |
| България   | € 78 600 000                 | € 48 000 000                   | € 126 600 000     | 79.49%       |
| Хърватска  | € 5 000 000                  | € 4 600 000                    | € 9 600 000       | 63.33%       |
| Кипър      | € 3 850 000                  | € 4 000 000                    | € 7 850 000       | 96.38%       |
| Чехия      | € 61 400 000                 | € 70 400 000                   | € 131 800 000     | 84.13%       |
| Естония    | € 23 000 000                 | € 25 600 000                   | € 48 600 000      | 97.12%       |
| Гърция     | € 63 400 000                 | € 0                            | € 63 400 000      | 86.28%       |
| Унгария    | € 70 100 000                 | € 83 200 000                   | € 153 300 000     | 57.76%       |
| Латвия     | € 34 550 000                 | € 38 400 000                   | € 72 950 000      | 87.66%       |
| Литва      | € 38 400 000                 | € 45 600 000                   | € 84 000 000      | 95.26%       |
| Малта      | € 2 900 000                  | € 1 600 000                    | € 4 500 000       | 98.76%       |
| Полша      | € 266 900 000                | € 311 200 000                  | € 578 100 000     | 91.69%       |
| Португалия | € 57 950 000                 | € 0                            | € 57 950 000      | 90.51%       |
| Румъния    | € 190 750 000                | € 115 200 000                  | € 305 950 000     | 82.21%       |
| Словакия   | € 38 350 000                 | € 42 400 000                   | € 80 750 000      | 79.80%       |
| Словения   | € 12 500 000                 | € 14 400 000                   | € 26 900 000      | 91.37%       |
| Испания    | € 45 850 000                 | € 0                            | € 45 850 000      | 89.46%       |
| Общо       | € 993 500 000                | € 804 600 000                  | € 1 798 100 000   | 85.11%       |

- % направени допустими разходи. Данните са получени на 5 септември 2019 г. и подлежат на промяна.

Източник: Краен преглед на безвъзмездните средства на ЕИП и Норвегия 2009 – 2014 г., бърза оценка: окончателен доклад, март 2019 г.

### Области на подкрепа
През периода 2009 – 2014 г. подкрепата за безвъзмездните средства от ЕИП и Норвегия беше предоставена в девет приоритетни сектора (ПС) и 32 програмни области (ПО), както е представено в таблица 2. Разпределените средства по приоритетни сектори са показани на фигурата по-долу.
Таблица 2 Приоритетни сектори (ПС) и програмни области (ПО) по безвъзмездните средства от ЕИП и Норвегия 2009 – 2014 г.
| Безвъзмездни средства от ЕИП | Норвежки безвъзмездни средства |
| Опазване и управление на околната среда Интегрирано управление на морските и вътрешните води Биоразнообразие и екосистемни услуги Мониторинг на околната среда и интегрирано планиране и контрол Намаляване на опасните вещества | Улавяне и съхранение на въглерод (УСВ) Улавяне и съхранение на въглерод |
| Изменения на климата и възобновяема енергия Енергийна ефективност Възобновяема енергия Адаптиране към изменението на климата Морски сектор Изследвания и технологии, свързани с околната среда и изменението на климата | Иновации в зелената индустрия |
| Гражданското общество Фондове за неправителствени организации | Достоен труд и тристранен диалог Глобален фонд за достоен труд и тристранен диалог |
| Гражданското общество Фондове за неправителствени организации | Правосъдие и вътрешни работи Домашно насилие и насилие, основано на пола Шенгенско сътрудничество и борба с трансграничната и организирана престъпност, включително трафик и странстващи престъпни групи Изграждане на съдебен капацитет и сътрудничество Изправителна служба, включително санкции, невключващи лишаване от свобода Правосъдие и вътрешни работи        |
| Човешко и социално развитие Деца и младежи в риск Местни и регионални инициативи за намаляване на националните неравенства и насърчаване на социалното приобщаване Инициативи в областта на общественото здраве Интегриране на равенството между половете и насърчаване на равновесието между професионалния и личния живот Институционална рамка в секторите убежище и миграция | Човешко и социално развитие Изграждане на капацитет и институционално сътрудничество между държавата бенефициент и норвежките публични институции, местните и регионалните власти Трансгранично сътрудничество Инициативи в областта на общественото здраве Интегриране на равенството между половете и насърчаване на равновесието между професионалния и личния живот |
| Защита на културното наследство Опазване и съживяване на културното и природното наследство Насърчаване на многообразието в културата и изкуствата в рамките на европейското културно наследство | Човешко и социално развитие Изграждане на капацитет и институционално сътрудничество между държавата бенефициент и норвежките публични институции, местните и регионалните власти Трансгранично сътрудничество Инициативи в областта на общественото здраве Интегриране на равенството между половете и насърчаване на равновесието между професионалния и личния живот |
| Изследователска дейност и академични стипендии Научни изследвания в приоритетни сектори Стипендии | Изследователска дейност и академични стипендии Двустранно научноизследователско сътрудничество Двустранна програма за предоставяне на стипендии |

Източник: Синя книга 2009 – 2014 г.

### Сътрудничество
Сътрудничеството чрез двустранни програми и проекти предоставя арена за обмен на знания, взаимно обучение от най-добрите практики и разработване на съвместни политики. 23 партньори по програма за донори Архив на оригинала от 2020-02-03 в Wayback Machine.(ПДП) бяха включени в периода на финансиране 2009 – 2014 г. (20 от Норвегия, двама от Исландия и един от Лихтенщайн). В допълнение, Съветът на Европа отчете ПДП в няколко програми.
В повече от 30% от 7000 финансирани проекта през този период са участвали партньори по проекти за донори. Имаше близо 1000 партньора от държавите донори (185 от Исландия, 11 от Лихтенщайн и 780 от Норвегия).

### Резултати
Крайният преглед на безвъзмездните средства от ЕИП и Норвегия за периода 2009 – 2014 г. хвърля светлина върху помощта за безвъзмездни средства в 16 държави от ЕС. Следните независими оценки и прегледи са проведени за периода на финансиране 2009 – 2014 г.:
- Бърза оценка на изследователските програми
- Бърза оценка на повишаването на приобщаването на ромите
- Бърза оценка на програмите за равенството между половете
- Междинна оценка на подкрепата за укрепване на двустранните отношения
- Оценка на достойната работа и тристранния диалог – окончателен доклад
- Междинен преглед на сектора на културното наследство – основен доклад
- Междинен преглед на програмите на НПО – основен доклад
- Безвъзмездни средства от ЕИП и Норвегия 2009 – 2014 г.: преглед на управлението на риска

Порталът за резултати и данни на безвъзмездните средства от ЕИП и Норвегия предоставя повече информация за програмите и проектите, финансирани за периода 2009 – 2014 г.

## Безвъзмездни средства от ЕИП и Норвегия 2004 – 2009 г.[2]
С разширяването на ЕС през 2004 г. десет нови държави – Кипър, Чехия, Естония, Унгария, Латвия, Литва, Малта, Полша, Словакия и Словения се присъединиха не само към ЕС, но и към Европейското икономическо пространство (ЕИП).
Разширяването изисква значително увеличение на приноса към европейското сближаване. Повечето от новите държави членки бяха значително под средното за ЕС ниво на социално и икономическо развитие.
Безвъзмездните средства от ЕИП и Норвегия предоставиха на разположение 1,3 млда. евро за периода 2004 – 2009 г. Безвъзмездните средства от ЕИП (672 млн. евро) подкрепиха 15 държави бенефициенти в Централна и Южна Европа. Норвежките безвъзмездни средства предоставиха допълнителни 567 млн. евро на десетте страни, които се присъединиха към ЕС през 2004 г.
Освен тези два механизма, Норвегия отпусна 68 млн. евро чрез норвежките програми за двустранно сътрудничество с България и Румъния, след като двете държави се присъединиха към ЕС през 2007 г.
Норвегия, като най-големия донор, осигури близо 97% от общото финансиране през 2004 – 2009 г.

### Области на подкрепа
От 2004 г. до 2009 г. 1250 проекта получиха финансова подкрепа чрез финансовите механизми на ЕИП и Норвегия. Тези проекти бяха финансирани в следните области на подкрепа:
- Околна среда и устойчиво развитие
- Опазване на европейското културно наследство
- Гражданско общество
- Шенген и съдебната система
- Здраве и грижа за децата
- Изграждане на институционален капацитет и развитие на човешките ресурси
- Академични изследвания и стипендии
- Регионално и трансгранично сътрудничество
- Изграждане на институционален капацитет

### Сътрудничество
Повече от един от пет подкрепени проекта бяха проекти за партньорство между субекти в държавите бенефициенти и Исландия, Лихтенщайн или Норвегия.

### Резултати
Заключението накрайния преглед на безвъзмездните средства от ЕИП и Норвегия за периода 2004 – 2009 г.е, че безвъзмездните средства от ЕИП и Норвегия 2004 – 2009 г. са допринесли за намаляване на различията в Европа [...] и ползите на местно ниво са значителни (Окончателен доклад, Nordic Consulting Group януари 2012 г.).
Следните независими оценки и прегледи са проведени за периода на финансиране 2004 – 2009 г.:
- Безвъзмездни средства от ЕИП и Норвегия за периода 2004 – 2009 г.: Преглед на норвежките проекти за партньорство
- Безвъзмездни средства от ЕИП и Норвегия за периода 2004 – 2009 г.: Оценка на фондовете на НПО
- Безвъзмездни средства от ЕИП и Норвегия 2004 – 2009 г.: Преглед на финансирането за енергоспестяване и производство на възобновяема енергия в Полша
- Безвъзмездни средства от ЕИП и Норвегия 2004 – 2009 г.: Междинна оценка
- Безвъзмездни средства от ЕИП и Норвегия 2004 – 2009 г.: Преглед на финансирането на биоразнообразието
- Безвъзмездни средства от ЕИП и Норвегия 2004 – 2009 г.: оценка на подкрепата за достиженията на правото от Шенген и за укрепване на съдебната система
- Безвъзмездни средства от ЕИП и Норвегия 2004 – 2009 г.: Преглед на подкрепата на културното наследство в Чешката република
- Безвъзмездни средства от ЕИП и Норвегия 2004 – 2009 г.: Оценка на финансирането на здравеопазването и грижите за децата в Румъния
- Безвъзмездни средства от ЕИП и Норвегия 2004 – 2009 г.: Оценка на финансирането на здравеопазването и грижите за децата в Литва
- Безвъзмездни средства от ЕИП и Норвегия 2004 – 2009 г.: Оценка на финансирането на здравеопазването и грижите за децата в Унгария
- Безвъзмездни средства от ЕИП и Норвегия 2004 – 2009 г.: Оценка на финансирането на здравеопазването и грижите за децата в Чешката република
- Безвъзмездни средства от ЕИП и Норвегия 2004 – 2009 г.: Оценка на финансирането на здравеопазването и грижите за децата
- Безвъзмездни средства от ЕИП и Норвегия 2004 – 2009 г.: Преглед на регионалното развитие и трансграничното сътрудничество
- Безвъзмездни средства от ЕИП и Норвегия 2004 – 2009 г.: Оценка на финансирането на сектора на културното наследство
- Безвъзмездни средства от ЕИП и Норвегия 2004 – 2009 г.: Краен преглед
- Безвъзмездни средства от ЕИП и Норвегия 2004 – 2009 г.: Оценка на финансирането на сектора за академични изследвания

## Финансов инструмент 1999 – 2003 г.[2]
В периода 1999 – 2003 г. Гърция, Ирландия, Северна Ирландия, Португалия и Испания получиха 119,6 млн. евро от държавите от ЕАСТ, участващи в ЕИП (Исландия, Лихтенщайн и Норвегия). Подкрепени бяха проекти в областта на опазването на околната среда, обновяването на градовете, замърсяването в градските зони, опазването на културното наследство, транспорта, образованието и обучението и академичните изследвания. Около 93% от финансирането е изразходвано за проекти, свързани с опазването на околната среда.
Изтеглете окончателния доклад за финансовия инструмент 1999 – 2003 г.г.

## Финансов механизъм 1994 – 1998 г[2]
Финансовият механизъм 1994 – 1998 г. обхваща Гърция, Ирландия, Северна Ирландия, Португалия и Испания. Бяха подкрепени проектите в областта на опазването на околната среда, образованието и обучението, както и транспорта. В допълнение към подкрепата за проекти в размер на 500 млн. евро бяха опростени лихви по заеми в размер на 1,5 млрд. евро в Европейската инвестиционна банка (ЕИБ).
Финландия, Швеция и Австрия, които до 1994 г. бяха членове на ЕАСТ, напуснаха асоциацията, за да се присъединят към ЕС. Европейската комисия пое отговорностите за приноса на тези три държави за Финансовия механизъм 1994 – 1998 г.
Изтеглете окончателния доклад за Финансовия механизъм 1994 – 1998 г..
Препратки
- „Споразумение за Европейско икономическо пространство (ЕИП)“. Държавен № произведен на 15 февруари 2020 г.
- „Нашата история – безвъзмездни средства от ЕИП“. eeagrants.org. произведен на 15 февруари 2020 г.
- „Кои страни се възползват?“. Държавен № произведен на 15 февруари 2020 г.
- „За безвъзмездните средства от ЕИП и Норвегия“. Държавен № произведен на 15 февруари 2020 г.
- „Споразумение между Норвегия и ЕС за безвъзмездни помощи за ЕИП и Норвегия и безмитни квоти за риба“. Държавен № произведен на 15 февруари 2020 г.
- „Прекратяване на безвъзмездните средства от ЕИП и Норвегия за Унгария“. Държавен № произведен на 15 февруари 2020 г.
- „Разследването на Службата на генералния одитор за безвъзмездните средства от ЕИП и Норвегия“. Архивирано от оригиналаАрхив на оригинала от 2016-03-05 в Wayback Machine. на 15 февруари 2020 г.

## Други връзки
- Годишен доклад 2017/2018 г. Архив на оригинала от 2020-09-20 в Wayback Machine.
- Pезултати и портал за данни
- Официален сайт на ЕИП и Норвегия за безвъзмездни средства
- Instagram на безвъзмездните средства от ЕИП и Норвегия
- Twitter на безвъзмездните средства от ЕИП и Норвегия
- LinkedIn на безвъзмездните средства от ЕИП и Норвегия
- Facebook на безвъзмездните средства от ЕИП и Норвегия
- Европейска асоциация за свободна търговия (ЕАСТ)
- Надзорният орган на ЕАСТ
- Страница на правителството на Норвегия относно безвъзмездните средства от ЕИП и Норвегия